# صحراء تتاكوا
صحراء تتاكوا هي ثاني أكبر منطقة قاحلة في كولومبيا بعد صحراء غواخيرا في منطقة شبه جزيرة جواخيرا. تبلغ مساحتها 330 كيلومتر مربع. وتقع في إدارة هويلا في الجنوب الغربي من البلاد في منطقة الأنديز. وتبعد الصحراء 35 كم عن مدينة نيفا و 15 كم عن ناتاجايما في إدارة توليما.